# 이온화 방사선

이온화 방사선 위험 표지

2007년 ISO 방사능 위험 표지. 붉은색 배경은 긴급한 위험을 전달하기 위한 것이다. 이 표지는 다른 표지들이 잊혀지거나 잘못 이해될 수 있는 먼 장래에도 존속될 수 있는 장기 방사성 폐기물 저장소에 사용하기 위한 것이다.

이온화 방사선(영어: ionizing radiation) 혹은 전리 방사선(電離放射線)은 원자 또는 분자로부터 전자를 떼어내어 이온화시키기에 충분한 운동 에너지를 전달할 수 있는 입자들로 구성된 방사선이다. 이온화 방사선은 인공적 또는 자연적인 핵반응에 의해 발생되며, 이는 매우 높은 온도(예를 들면, 태양 코로나의 플라즈마 배출)에 의해, 입자 가속기의 고에너지 입자를 통하여, 번개에서 초신성 폭발에 이르기까지의 자연적 과정에서 생성된 전자기장에서의 전이된 입자의 가속 등에 의해 발생한다.
원자에서 방출되거나 흡수된 이온화 방사능은 원자로부터 아원자 입자(전자, 양성자 또는 중성자, 또는 원자핵)를 자유롭게 할 수 있다. 이러한 현상은 화학 결합을 변화시켜 화학 반응을 하는 이온을 생성할 수 있다. 이는 방사선 에너지당 화학적 생물학적 손상을 크게 확대시키는데, 그 과정에서 화학 결합이 깨어지기 때문이다.
이온화 방사선은 상대론적인 속도로 움직이는 아원자 입자와, 전자기 스펙트럼의 끝에 해당되는 짧은 파장의, 활동적인 입자처럼 행동하는 전자기파를 모두 포함한다. 흔한 입자들로는 알파 입자, 베타 입자, 중성자, 그리고, 우주선(宇宙線)을 구성하는 중간자와 같은 기타 다양한 입자들이 있다. 전자기파는 광자가 전자를 자유화하여 이온을 만들 수 있을 만큼 그 파장이 충분히 짧으면 (에너지가 충분히 높다면) 이온화 방사선이 된다. 감마선, 엑스선, 그리고 자외선 스펙트럼의 상위 진공 자외선역시 도되지 안습니다 부분은 이온화 방사선이 되지만, 하위 자외선, 가시광선(레이저 포함), 적외선, 마이크로파, 라디오파 등은 비(非)이온 방사선이 된다.
이온화 방사선은 환경에서 흔히 발견되는데, 자연적으로 발생하는 방사성 물질과 우주선으로부터 온다. 보통 인공적인 근원으로는 인위적으로 생성된 방사성 동위 원소들, X-선관, 입자 가속기 등이 있다. 이온화 방사선은 보이지 않으며, 인간의 감각으로는 직접적으로 탐지되지 않아, 이온화 방사선이 있는지를 감지하려면 가이거 계수기와 같은 장비가 필요하다. 경우에 따라서 이온화 방사선은 물질과 반응하여 체렌코프 효과와 방사선 발광과 같이 2차의 가시 광선 방출로 이어질 수 있다. 의학, 연구, 건설, 기타 여러 분야에서 실용적으로 사용되지만, 부적절하게 사용되면 건강 장해를 유발할 수 있다. 이온화 방사선에의 노출은 생체 조직을 파괴하며, 돌연변이, 방사선 병, 암, 죽음을 초래할 수 있다.

## 이온화 방사선의 유형

알파 (α)선은 고속의 헬륨-4(^{4}He) 핵으로 구성되며, 종이 한 장으로 막을 수 있다. 전자로 구성된 베타(β)선은, 알루미늄 판으로 막을 수 있다. 활발한 광자로 구성된 감마(γ)선은, 높은 밀도의 물질을 지나면서 흡수된다. 중성자(n)선은 자유 중성자로 되어 있으며, 수소와 같은 가벼운 물질로 막는다. 수소는 이들의 속도를 늦추고, 포착한다. 이 외에도, 대전된 광자, 헬륨핵, 고에너지 핵 등으로 구성된 은하로부터의 우주선이 있다.

이온화 방사선은 입자의 종류 또는 이온화 효과를 만들어내는 전자기파에 의해 분류된다. 이들은 이온화의 기제가 서로 다르며, 직접 이온화와 간접 이온화로 나눌 수 있다.

### 직접 이온화
대전된 거대 입자는 충분한 운동 에너지를 지니고 있다면 쿨롱의 힘을 통하여 기본 상호작용으로 원자를 직접 이온화할 수 있다. 이러한 입자에는 원자핵, 전자, 뮤온, 대전된 파이온, 양성자, 전자가 떨어져 나가 대전된 핵 등이 포함되는데, 이들 모두 필요로 하는 운동 에너지에 도달할 수 있는 상대 속도로 움직여야 한다. 이 중 일부는 특별한 명칭으로 식별되는데, 상대론적인 속도를 갖는 헬륨 핵은 알파 입자, 상대론적인 속도를 갖는 전자는 베타 입자로 불린다. 자연적으로 발생하는 우주선은 주로 상대론적인 속도의 양성자로 이루어지며, 헬륨 이온과 같은 고에너지 핵과 뮤온도 포함된다. 대전된 파이온은 매우 짧은 기간 동안 생존하며, 입자 가속기 안에서나 대량으로 볼 수 있다.

#### 알파 입자
알파 입자는 헬륨핵과 동일한, 서로 묶인 두 개의 양성자와 두 개의 중성자로 되어 있다. 알파 입자는 일반적으로 알파 붕괴로부터 생성되나, 다른 경로로도 생성될 수 있다. 알파 입자는 그리스 알파벳인 α로부터 이름붙여졌다. 알파 입자는 α 또는 α2+ 로 표시한다. 알파 입자는 헬륨핵과 동일하므로, 경우에 따라서는 +2가를 갖는(두 개의 전자를 잃어버린) 헬륨을 나타내는 He2+ 또는 42He2+로 표시하기도 한다. 알파 입자가 주변으로부터 두 개의 전자를 얻으면, 알파 입자는 일반적인 (전자기적으로 중성인) 헬륨 원자라 할 수 있다.
알파 입자는 입자 방사선의 높게 이온화된 유형이며, 방사성의 알파 붕괴에 의한 경우 투과 깊이는 얕다. 이들은 공기 수 센티미터나 피부로도 막을 수 있다. 어쨌거나, 삼핵분열에 의해 생성된 알파 입자는 그 3배로 활동적이며, 3배의 거리를 투과한다. 우주선의 10~12%를 차지하는 헬륨핵 또한 통상 핵붕괴로부터 생성되는 알파 입자보다 높은 에너지를 가지며, 그 크기에 따라 높은 투과력으로 인체나 밀도가 높은 차폐물을 통과할 수도 있다.

#### 베타 입자
베타 입자는 칼륨-40과 같은 특정 형태의 방사성 원자핵이 내뿜는 고에너지·고속의 전자 또는 양전자이다. 베타 입자의 생성을 베타 붕괴라 한다. 베타 입자는 그리스 알파벳의 β로 표시한다.
베타 붕괴에는 전자가 발생하는 β−와 양전자가 발생하는 β+의 두 가지 형태가 있다.
고에너지의 베타 입자는 물질을 통과하면서 제동 복사로 알려진 X-선이나 2차 전자(델타선)을 발생시킬 수 있다. 이후 이들은 모두 간접적 이온화 효과로서 이온화할 수 있다.
제동 복사는 베타 방사체를 차폐할 때에 중요한데, 이는 베타 입자가 차폐 물질과 반응하면서 제동 복사가 발생하기 때문이다. 이 효과는 원자번호가 큰 재료에서 크게 나타나므로, 베타 방사체의 차폐에는 원자번호가 낮은 재료를 사용한다.

#### 양전자
‘양전자’ 또는 ‘반전자’는 전자에 대응되는 반입자 또는 반물질이다. 양전자는 +1e가의 전하와 ½의 스핀, 전자와 같은 질량을 갖는다. 낮은 에너지의 양전자가 낮은 에너지의 전자와 충돌하면, 쌍소멸이 일어나 두개 또는 그 이상의 감마선 광자를 발생시킨다.
양전자는 (약한 상호작용을 통한) 양전자 방출 방사성 붕괴 또는, 충분히 활동적인 광자로부터의 쌍생성으로도 생성될 수 있다. 양성자는 의료용 양전자 방출 단층촬영에서 흔히 이온화 방사선원으로 사용된다.
양전자는 양성으로 대전된 입자이므로, 쿨롱 상호작용에 의해 원자를 직접적으로 이온화시킬 수 있다.

### 간접 이온화
간접 이온화 방사선은 전자기적으로 중성이며, 따라서 물질과 강하게 반응하지 않는다. 이온화 효과의 대부분은 2차 이온화에 의한다.

#### 광자 방사선
광자는 전자기적으로 중성이지만 광전효과와 콤프턴 산란을 통하여 원자를 이온화할 수 있다. 두 상호 작용 모두 전자를 상대론적인 속도로 튀어나오게 하며, 전자는 베타 입자가 되어 더 많은 원자들을 이온화한다. 영향을 받은 대부분의 원자들이 2차 전자에 의해 이온화되므로, 광자는 간접적으로 이온화하는 것으로 여겨진다.
광자 방사선이 원자핵 내의 핵반응, 아원자 입자 붕괴, 또는 방사성 감쇠에 의해 생성된 경우, 감마선이라 불린다. 원자핵 바깥에서 생성된 기타의 경우는 엑스선이라 부른다. ‘광자’는 이들을 총칭하여 쓰인다.
엑스선은 보통 감마선보다는 낮은 에너지를 가지는데, 오래된 기준에서는 그 경계를 파장 10−11 m 또는 100 keV의 에너지를 갖는 광자로 정의하였다. 해당 한계점은 오래된 엑스선 튜브의 한계와, 이성핵 전이에 대한 관심 부족에서 비롯되었다. 현대 기술과 발견으로 엑스선과 감마 에너지는 서로 겹쳐지게 되었다. 이들은 여러 분야에서 동일한 역할을 하며, 방사선원에 차이가 있을 뿐이다. 어쨌든, 방사선원을 종종 명확하게 알 수 없는 천문학에서는 옛 에너지 분류가 지켜져 왔고, 그 근원에 관계 없이 엑스선은 120 eV에서 120 keV, 감마선은 100에서 120 keV 이상으로 정의되었다. 대부분의 천문학적인 '감마선'은 핵 방사성 과정에서 기원하지 않으며, 천문학적인 엑스선을 생성하는 과정에서 비롯된다. 단, 훨씬 더 활발한 전자에 의한 경우는 예외이다.

납(원자번호 82)의 감마선에 대한 총 흡수 계수. 저에너지에서는 광전효과(compton effect)가 우세하고, 5MeV를 넘으면 쌍생성(pair production)이 우세해진다.

유기물에서 고전적인 엑스선관에서 발생되는 엑스선으로 전형적인 100 keV 미만의 광자 에너지에 대해서는 광전 흡수가 우세하다. 에너지가 100eV를 넘으면, 콤프턴 산란을 통하여 광자가 물질을 점점 더 이온화하게 되며, 5 MeV를 넘으면 쌍생성을 통하여 간접적으로 이온화한다. 콤프턴 산란에서 감마선은 전자에 에너지를 전달하고, 줄어든 에너지로 다른 방향으로 향하게 된다.

#### 대전된 원자핵
대전된 원자핵은 은하계 우주선과 태양입자방출(solar particle event)의 특징으로, 지구상에서는 자연적으로 발생되지 않는다. 우주에서는 매우 높은 에너지를 갖는 광자, 헬륨핵, HZE(high atomic number and energy) 이온들은 상대적으로 얇은 차폐층, 옷감, 피부로 초기에 저지할 수 있다. 그 결과 상호작용으로 2차 복사가 발생하며, 연속적인 생물학적 효과가 생겨난다. 예를 들어 세포 조직의 원자 하나가 활발한 광자에 의해 옮겨지면, 해당 충돌은 인체 내에서 추가의 반응을 일으키게 된다. 이를 탄성 산란을 활용한 ‘선형에너지전달(linear energy transfer, LET)’이라 한다.
‘LET’는 충격량을 보존하고 첫 번째 공의 에너지를 두 공에 고르지 않게 분배하는 방식으로 서로 부딪히는 당구공으로 시각화할 수 있다. 대전된 핵이 물체의 상대적으로 느리게 움직이는 핵을 치면, LET가 발생하여 중성자, 알파 입자, 저에너지 양성자, 그리고 다른 원자핵들이 충돌로부터 풀려 나와 조직의 총 흡수선량에 기여한다.

#### 중성자
중성자는 전하가 없어서 ‘직접적으로’ 이온화를 발생시킬 수 없다. 어쨌거나, 속도가 빠른 뉴트론은 LET를 통하여 수소에 있는 양성자와 반응할 것이며, 이러한 방법으로 목표 영역내의 물질의 핵들을 흩어지게 할 것이다. 중성자가 수소핵에 부딪히면 양성자 방사(속도가 빠른 양성자)가 발생한다. 이러한 양성자들은 높은 에너지를 지니고 있고 대전되었으며 물질내의 전자와 상호반응하므로, 이온화되었다고 할 수 있다.
수소 이외의 다른 핵들에 부딪치는 중성자는 LET가 일어나면 비교적 작은 에너지를 전달하게 되는데, 중성자와 충돌하는 많은 핵들에서 비탄성 산란이 일어난다. 탄성 산란이 일어날 것인지, 비탄성 산란이 일어날 것인지는 중성자의 속도, 핵, 핵단면적에 달려 있다.
탄성 산란에서는, 중성자는 중성자 포획이라는 과정에서 쉽게 흡수되어 중성자 방사화(neutron activation)를 일으킨다. 중성자는 대부분의 유형의 물질들과 이런 방식으로 상호작용하여 종종 방사성 핵을 만들어 낸다. 예를 들면, 풍부한 산소-16(16O)의 원자핵은 중성자 방사화를 겪어 양성자 방출에 의해 급속하게 붕괴, 질소-16(16N)이 되고, 질소-16은 붕괴되어 산소-16이 된다. 이러한 과정이 운영 중인 수냉식 원자로에서 생성되는 방사선에 큰 영향을 주는데, 이는 수명이 짧은 질소-16 붕괴에서 강력한 감마선과 양성자가 방출되기 때문이다.
가장 좋은 중성자 차폐물로는 수소가 풍부한 탄화수소가 사용된다.
핵분열성 물질에서, 2차 중성자가 핵 연쇄 반응을 일으켜 핵분열의 붕괴생성물로부터 다량의 이온화가 발생할 수 있다.
원자핵 밖에서 자유 중성자는 불안정하며, 평균 14분 42초의 수명을 갖는다. 자유 중성자는 베타 붕괴로 전자와 전자 반중성미자(electron antineutrino)를 방출하며 붕괴, 양성자가 된다.

## 물리적 효과

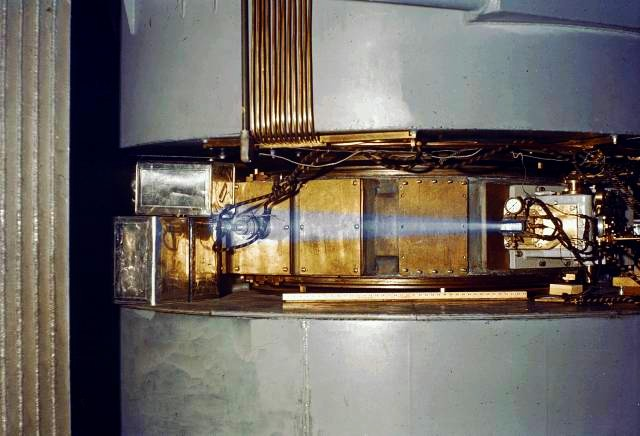
사이클로트론으로부터 방출되는 미립자 이온화 방사선 빛줄기 주변으로 이온화된 공기가 푸르게 빛난다.

### 핵 효과
중성자 방사, 알파선, 20 MeV 이상의 고에너지의 감마선은 핵변환과 유도 방사능을 일으킬 수 있다. 변성이 충분하다면 거시적인 성질을 바꿀 수 있으며, 방사선원이 제거된 이후에도 대상 스스로 방사성을 띠게 할 수 있다.

### 화학 효과
분자의 이온화는 화학 결합을 깨뜨리는 방사선 분해를 일으킬 수 있으며, 고반응도의 유리기를 생성할 수 있다. 이러한 유리기는 방사선 복사가 멈춘 후에도 주변의 물질들과 반응할 수 있다. 이온화 방사선은 금속의 결정 격자를 어그러지게 해서 비정질로 만들기도 하며, 무르게 하기도 한다. 또한, 반응에 필요한 활성화 에너지를 제공함으로써 중합과 부식과 같은 기존의 화학 반응을 가속시킬 수도 있다. 광소재는 이온화 에너지의 영향으로 어두워진다.
공기중의 고밀도의 이온화 방사선은 육안으로 식별할 수 있는 푸르스름하고 자줏빛을 띤 이온화 대기광을 생성한다. 이 대기광은 임계사고, 핵폭발 직후의 버섯 구름, 또는 체르노빌 원자력 발전소 사고와 같은 손상된 원자로 내부에서도 볼 수 있다.
나트륨과 같은 1원자 유체는 파괴할 화학 결합과 어그러지게 할 결정 격자가 없으므로, 이온화 방사선의 화학 효과의 영향을 받지 않는다. 플루오린화 수소와 같은 음의 생성 엔탈피를 갖는 간단한 2원자 화합물은 이온화 후에 스스로 급속하게 재형성된다.

### 전기적 효과
물질의 이온화는 순간적으로 해당 물질의 전도성을 증가시켜 손상을 줄 수 있다. 이는 특히 전자 장비에 사용된 반도체의 경우 위험한데, 이온화로 발생한 전류는 해당 장비의 작동 오류나 영구적인 손상을 초래할 수 있다. 핵공업이나 대기권 외부와 같은 고방사선 환경을 위한 장치는 이러한 효과에 견디기 위해서 설계, 재료 선택, 제조 기법을 통한 방사선 경화가 필요할 수 있다.
우주에서 있을 수 있는 양성자 방사는 또한 디지털 회로에 SEU(Single Event Upset)을 일으킬 수 있다.
이온화 방사선의 전기적 효과는 가이거 계수기나 전리함과 같은, 가스가 든 방사선검출기에 이용된다.

## 건강에의 영향
일반적으로 이온화 방사선은 생명체에 해롭고 잠재적으로 치명적이지만, 암 치료나 갑상샘과다증의 방사선 치료에서 건강상의 이점이 있을 수 있다.
방사선의 노출에 따른 대부분의 부작용인 2개의 일반적인 범주로 분류될 수 있다.
- 심한 노출에 따른 세포의 죽음 또는 작동 부전에 주로 기인된 결정론적 영향.
- 확률적 영향. 즉, 방사선에 노출된 개인의 체세포가 돌연변이를 일으키거나 생식세포의 변이로 인한 자손의 유전적 질병을 수반하는 암과 유전적 영향.[14]

이온화 방사선의 가장 흔한 영향은 노출된 후 수 년에서 수십 년의 잠복기를 지닌 확률적 방사선 유발암의 발병이다. 그 기제는 잘 알려져 있지만, 위험한 정도를 예상하는 정량적 모델은 논란의 여지가 있다. 가장 널리 인정되는 모델에서는 이온화 방사선에 의한 암의 발생 정도가 시버트당 5.5%의 비율로 선형적으로 증가한다고 상정한다. 이 일반선형모델이 옳다면, 자연방사선은 공중 보건에 있어 가장 위험한 방사선원이 되고, 의학 화상은 그에 가까운 2위가 된다. 이온화 방사선의 다른 확률적 효과로는 기형 발생, 방사선 유발 인지 저하, 심혈관질환 등이 있다.

## 같이 보기
- 전자기파
- 방사성 감쇠